# Vildast av dem alla
Vildast av dem alla (engelska: Hud) är en amerikansk dramafilm från 1963 i regi av Martin Ritt. Filmen är baserad på Larry McMurtrys roman Horseman, Pass By från 1961. I huvudrollerna ses Paul Newman, Melvyn Douglas och Patricia Neal. 

## Rollista i urval
- Paul Newman - Hud Bannon
- Melvyn Douglas - Homer Bannon, Huds far, boskapsuppfödare
- Brandon deWilde - Lonnie Bannon, Huds 17-åriga brorson
- Patricia Neal - Alma Brown, familjen Bannons hushållerska
- Whit Bissell - Mr. Burris, stadsveterinären
- Crahan Denton - Jesse
- John Ashley - Hermy
- Val Avery - Jose
- George Petrie - Joe Scanlon
- Curt Conway - Truman Peters
- Sheldon Allman - Mr. Thompson
- Pitt Herbert - Mr. Larker
- Carl Low - Mr. Kirby, affärsinnehavare
- Robert Hinkle - Frank, konferencier
- Don Kennedy - Charlie Tucker
- Sharyn Hillyer - Myra
- Yvette Vickers - Lily Peters, Huds sällskap

## Utmärkelser och nomineringar
Filmen nominerades till totalt sju Oscars och erhöll tre av dessa; Patricia Neal i kategorin bästa kvinnliga huvudroll, Melvyn Douglas i kategorin bästa manliga biroll och James Wong Howe i kategorin bästa foto. Newman var nominerad i kategorin bästa manliga huvudroll och Ritt för bästa regi.